# Asalto a Tarrasa
El Asalto a Tarrasa fue un conflicto armado que enfrentó las tropas carlistas y las liberales el 22 de julio de 1872 e Tarrasa, en el marco de la tercera guerra carlista.

## Antecedentes
Joan Castells, que había sido detenido tras el destronamiento de Isabel II de España y encarcelado en el castillo de Montjuic, fue liberado el 6 de abril de 1872, alzándose en armas inmediatamente y formando una partida de 500 hombres, los primeros en lanzarse a la calle para defender la causa de Carlos VII, y Joan Castells fue nombrado capitán general de los carlistas de la provincia de Barcelona. Después del desastre de Oroquieta, los carlistas vasco-navarros se rindieron y el pretendiente tuvo que volver a huir a Francia, tras lo cual los únicos que mantenían la causa carlista armada en España eran los catalanes.
Los objetivos de los carlistas eran hostilizar a las fuerzas del orden y a las poblaciones fieles al gobierno, dificultar las comunicaciones e imponer su legalidad, recaudando fondos para su mantenimiento con dos tipos de partidas: las de reducido número, que se dedican a hostilizar las pequeñas poblaciones, efectuando bajadas a las llanuras y evitando el enfrentamiento directo con el ejército o las milicias, y las de contingentes más numerosos, que, al mando de personajes cómo Martí Miret, Joan Castells o Francesc Savalls, recorren el Principado y son reforzadas ocasionalmente por las partidas «locales» citadas anteriormente, de hasta dos mil hombres, pero lo más frecuente fue que las partidas fueran de algunos centenares de hombres.

## El asalto
El 22 de julio de 1872 una partida de 500 carlistas encabezada por Joan Castells llegó en tren y atacó Tarrasa para recaudar la contribución de la villa al esfuerzo de guerra, pero las autoridades se negaron al pago y en el asalto al ayuntamiento, en el que obtuvieron un botín de seiscientas pesetas, los asaltantes perdieron siete hombres y los defensores, dos.

## Consecuencias
Después de la campaña de recaudación del verano el 1872, que incluyó el fracaso del asalto a Tarrasa, el pretendiente carlista Carlos VIII impulsó la lucha en Cataluña enviando a su hermano Alfonso Carlos de Borbón proveniente del Vallespir, que entró en Cataluña el 30 de diciembre, para encontrarse con Francesc Savalls en el santuario de Finestres el 8 de enero de 1873. Una vez en el país destituyó el general Joan Castells, comandante general de la Provincia de Barcelona, nombrando a Jeroni Galceran como comandante en jefe de la Provincia de Barcelona, que había sido herido en Santa Pau el 10 de enero.
El 27 de enero todo el ejército carlista de la provincia de Barcelona se reunió en Moyá desde el Penedès, a las órdenes de Jeroni Galceran, junto con otros caudillos cómo Vila de Prat, Masachs, Camps o el mismo Miret. En total sumaban 1.000 hombres y 50 caballos.